# Aeroporto di Uetersen
L'Aeroporto di Uetersen (in tedesco: Flugplatz Uetersen) è un aeroporto internazionale tedesco. Si trova a circa 25 km a ovest di Amburgo e a circa 4 km a est di Uetersen. Con 60.000 movimenti di aeromobili di un anno uno dei più frequentati aeroporti in Germania.
Il pilota privato Mathias Rust iniziò da qui nel maggio 1987 con un Cessna 172 il celebre volo per Mosca, che terminò con l'atterraggio sulla Piazza Rossa.